# Магьосникът от Землемория
Магьосникът от Землемория (на английски: A Wizard of Earthsea) е фентъзи роман, написан от американската писателка Урсула Ле Гуин и публикуван за първи път от Parnassus Press през 1968 г. Смятан е за класика във фентъзи жанра, в рамките на който има широко влияние. Историята се развива в измисления архипелаг Землемория и се съсредоточава върху млад магьосник на име Гед, роден в село на остров Гонт. Той показва голяма сила, докато е още момче, и се присъединява към училище за магьосничество, където бодливият му характер го кара да влиза в конфликт със свой съученик. По време на магически дуел заклинанието на Гед се обърква и освобождава създание в сянка, което го атакува. Романът проследява пътуването на Гед, докато той се стреми да се освободи от създанието.
Книгата често е описвана история за съзряването, тъй като изследва процеса на Гед да се научи да се справя със силата и да се примирява със смъртта. Романът съдържа и даоистки теми за фундаментален баланс във вселената на Землемория, който магьосниците трябва да поддържат, тясно свързан с идеята, че езикът и имената имат силата да влияят на материалния свят и да променят този баланс. Структурата на историята е подобна на тази на традиционен епос, въпреки че критиците също я описват като подкопаваща този жанр по много начини, като например главният герой е тъмнокож в контраст с по-типичните герои с бяла кожа.
Ле Гуин по-късно пише пет книги от цикъла на Землемория, включително „Гробниците на Атуан“ (1971), „Най-далечният бряг“ (1972), „Техану“ (1990), „Другият вятър“ (2001) и „Приказки от Земломория“ (2001). Джордж Слъсер описва поредицата като „произведение с извисяващ се стил и въображение“, а Аманда Крейг нарича Магьосникът от Земломория „най-вълнуващият, най-мъдрият и най-красивият роман, писан някога“.
Романът „Магьосникът от Земломория“ е сравняван с други епични фентъзи произведения като „Властелинът на пръстените“ на Дж. Р. Р. Толкин и „Вълшебникът от Оз“ на Л. Франк Баум.<ref>A Wizard of Earthsea reader's guide (en inglés) Някои съвременни автори приписват на „Магьосникът от Земломория“ въвеждането на понятието „училище за магьосници“, което по-късно е популяризирано от поредицата „Хари Потър“ на Дж. К. Роулинг.

## Сюжет
Внимание:  Текстът по-долу разкрива сюжета на произведението (или части от него)!
Главният герой в романа е млад мъж, наричан Ястреба. Още като момче той разбира, че притежава вроден талант да прави магии. Няколко години по-късно той използва своите способности за да предпази родното си село от нападение на варвари. Когато достига пълнолетие, магьосникът Оджиън Мълчаливия му дава неговото истинско, тайно име - Гед. Заради своите магически способности Гед е приет от Оджиън и за кратко става негов чирак. За да бъде обучен за магьосник, Оджиън изпраща Гед на остров Роук, където се обучават всички магьосници в Землемория.
Недълго след като постъпва в Роук, Гед погрешка призовава тъмен дух, който го ранява тежко, и излиза изпод неговия контрол, сеейки из света зло. На Гед му отнема много време да се възстанови след срещата си с тъмната сянка, но след това той напуска Роук, решен да пътува из Землемория вече като магьосник. По време на своето пътуване Гед преминава през множество приключения, сред които и сблъсък с дракон. В крайна сметка той разбира как би могъл да се справи с тъмната сянка, която е създал.
Във финала на романа той се изправя отново срещу тъмния дух и разбира, че това в действителност е неговата собствена сянка. Нейното истинско име, което дава власт над нея, е неговото собствено. Чрез него той успява да я унищожи, и да си възвърне собствената си цялост.

## Адаптации
- „Легенда за Землемория“ (2004), телевизионен сериал, продуциран за „Сайфай“, свободна адаптация на „Магьосникът от Землемория“ и „Гробниците на Атуан“.
- „Приказки от Землемория“ (2006), пълнометражен анимационен филм, продуциран от „Студио Гибли“.